# シンプレクティック簡約化
シンプレクティック簡約化とは、マースデンとワインシュタインによって示された「シンプレティック多様体の自由度低減定理」のこと。
これは解析力学におけるネーターの定理の一般化であるともみられる。

## 簡約化 (Weinstein and Marsden)
{\displaystyle \,(M,\omega )\,}をシンプレクティック多様体とする。
また、{\displaystyle \,G\,}をリー群とし、Ｍに作用しているとする：
{\displaystyle \,\mathrm {L} _{g}:M\to M;x\to g\cdot x,\,\,\,\,g\in G.\,}
さらに、このＧによる作用はシンプレクティック形式{\displaystyle \,\omega \,}を保つ、
すなわち、{\displaystyle \,L_{g}^{*}\omega =\omega \,}であるとする。
{\displaystyle \,{\mathfrak {g}}\,}でＧのリー代数を表し、
{\displaystyle \,{\mathfrak {g}}^{*}\,}でその双対空間を表すことにする。
リー群Ｇのシンプレクティック多様体Ｍへの作用に関する運動量写像
{\displaystyle J:M\to {\mathfrak {g}}^{*}\,}とは
{\displaystyle dJ_{x}(X)(\xi )=\omega _{x}(\xi _{M}|_{x},X),\,\,\,\,\,X\in T_{x}M\,}
を満たすものである。
ここで、{\displaystyle \,\xi \in {\mathfrak {g}}\,}であり、
{\displaystyle \,\xi _{M}\,}は{\displaystyle \,\xi \,}に関するＭ上の基本ベクトル場である。
また、{\displaystyle \,dJ:TM\to T{\mathfrak {g}}^{*}\,}はＪの微分写像である。